# Воллес і Ґроміт: Перната відплата
«Воллес і Ґроміт: Перната відплата» (англ. Wallace & Gromit: Vengeance Most Fowl) — британський анімаційний комедійний фільм 2024 року режисерів Ніка Парка і Мерліна Кроссінґема, вироблений компанією Aardman Animations. Шостий фільм серії «Воллес і Ґроміт».
Прем'єра фільму відбулася в Американському інституті кіномистецтва 27 жовтня 2024 року, також на 25 грудня запланована трансляція фільму на BBC One і BBC iPlayer у Великій Британії. Прем'єра для всього світу відбудеться 3 січня 2025 року на Netflix.

## Сюжет
Побоювання Ґроміта, що Воллес надто сильно покладається на свої винаходи, підтверджуються, коли Воллес створює «розумного» гнома, у якого, схоже, виникає власна свідомість. Виявляється, за всім може стояти постать із минулого з наміром помститися, тож Ґроміт мусить побороти зловісну силу й урятувати господаря... інакше винаходам Воллеса назавжди настане кінець!

## Акторський склад
- Бен Вайтгед — Воллес
- Пітер Кей — шеф-інспектор Альберт Макінтош
- Ріс Ширсміт — Норбот
- Лорен Пател — протеже Альберта Макінтоша
- Даян Морґан — Оня Дурстеп